# Terremoto de Papúa Nueva Guinea de 2018
El terremoto de Papúa Nueva Guinea de 2018 fue un terremoto de magnitud 7,5 que ocurrió en la provincia de Hela de Papúa Nueva Guinea el 26 de febrero de 2018, a las 03:44 hora local. El epicentro del terremoto estuvo a 10 kilómetros (6,2 millas) al oeste de la ciudad de Komo. La máxima intensidad de fieltro fue de IX (Violento) en la escala de intensidad de Mercalli. Un total de 160 personas murieron y muchas otras resultaron heridas. Una réplica de M6.0 mató a 11 personas el 4 de marzo, mientras que otra réplica de M6.7 ocurrió a las 00:13 hora local del 7 de marzo, matando al menos a 25 más. Una réplica de 6,3 mató a otras 4 personas el 7 de abril, más de un mes después de que los primeros temblores azotaran la zona.

## Marco tectónico
Papúa Nueva Guinea se encuentra dentro de la compleja zona de colisión entre la placa Australiana y la placa del Pacífico, que convergen a una velocidad de 107 mm por año en la ubicación del terremoto. El cinturón de plegado y empuje de Papúa, que es responsable de las montañas montañosas de Nueva Guinea, forma el límite entre el área de la Plataforma estable al sur y el cinturón móvil al norte. La plataforma estable consiste en una pequeña corteza continental deformada de la placa australiana. El Mobile Belt consiste en una serie de terrenos de arco y fragmentos continentales previamente acretados a la placa Australiana. La convergencia actual a través de la correa de doblez y empuje se estima en hasta 15 mm por año. El empuje es de tipo de piel gruesa, que implica la reactivación inversa de fallas extensionales mucho más antiguas.

## Terremoto y daños
El choque principal golpeó a una profundidad de 35 km por debajo de las laderas orientales del monte. Sisa, y fue seguido por una réplica de 5.5 Mw menos de 30 minutos después. La División de Gerencia de Geohazards en Port Moresby lo caracterizó como "típico para el cinturón de doblez y empuje papú".
En la mañana del 26 de febrero, ExxonMobil anunció que cerrarán temporalmente la planta de acondicionamiento del campo de gas Hides, que está a unos 16 kilómetros (10 millas) del epicentro, a fin de evaluar posibles daños. Las autoridades más tarde confirmaron que todo el personal estaba "a salvo y en cuenta", mientras que los edificios administrativos, las viviendas y el comedor sufrieron daños permanentes. La compañía planeaba evacuar a todo el personal no esencial. Los vuelos al aeródromo de Komo se suspendieron temporalmente hasta que la pista pudiera ser inspeccionada. Se reportaron sumideros y deslizamientos de tierra en las áreas afectadas, con los suministros de electricidad también interrumpidos.
La empresa de exploración y desarrollo de petróleo y gas más grande de Papúa Nueva Guinea, Oil Search, también anunció que cerrará la producción en Southern Highlands hasta que pueda garantizar la seguridad de sus empleados. La mina de oro Porgera sufrió daños en su infraestructura de gas y electricidad, mientras que los deslizamientos de tierra bloquearon el camino de acceso a la mina Ok Tedi y dañaron partes de la carretera entre Tabubil y Kiunga en la provincia occidental.

## Víctimas Mortales
Tras el terremoto principal de 7.5, hubo más réplicas, la más grande de 7.5 que se dio el 7 de marzo de 2018, fue la réplica más grave en una zona gravemente dañada por un primer sismo magnitud 7.5 que arrasó aldeas, generó deslizamientos de tierra y dejó al menos 75 muertos.

## Respuesta

### Nacional
El gobierno de Papua Nueva Guinea envió equipos de evaluación de desastres a partes de las provincias de Southern Highlands y Hela luego del terremoto. También se movilizaron miembros de las Fuerzas de Defensa de Papua Nueva Guinea para ayudar con la entrega de suministros a las personas afectadas, así como con la restauración de los servicios y la infraestructura. El 1 de marzo se declaró un estado de emergencia para las provincias de Hela, Southern Highlands, Enga y Western, junto con una promesa de 450 millones de kina (alrededor de 138 millones de dólares estadounidenses) para ayudar a lidiar con las secuelas del terremoto. El 8 de marzo, el ministro de Comercio e Industria del país, Wera Mori, estimó que la reconstrucción costará al menos 600 millones de kina (alrededor de 185 millones de dólares estadounidenses). Además de las cuatro provincias bajo estado de emergencia, también se descubrió que la Provincia del Golfo se vio gravemente afectada a raíz del terremoto.

### Internacional
El gobierno australiano prometió AU $ 200,000 en ayuda y envió un avión C-130 Hercules para reconocimientos aéreos. El primer envío de suministros llegó al aeropuerto de Moro el 3 de marzo. Cuatro días después, el país prometió otros 1.000.000 de dólares estadounidenses en apoyo de mujeres y niños vulnerables en las zonas afectadas por el terremoto, así como tres helicópteros Chinook CH-47 y personal adicional de las Fuerzas de Defensa de Australia.
El gobierno de Nueva Zelanda envió dos aviones Lockheed C-130 Hercules con kits de higiene, suministros para refugios, contenedores de agua y lonas alquitranadas. El gobierno de China donó más de 2,8 millones de kina (alrededor de 880.000 dólares estadounidenses) en las semanas posteriores al desastre. El 8 de marzo se entregaron 40 generadores de electricidad desde Israel.
La Cruz Roja liberó $221,000 en fondos y anunció que enviaría primeros auxilios, agua, mosquiteros y refugios a las áreas afectadas. ExxonMobil donó $1,000,000 a los esfuerzos de socorro y permitió que el gobierno usara sus expertos, recursos y helicópteros en el proceso de recuperación,  mientras que Santos Limited entregó un total de $1,200,000 al Hospital Provincial de Hela y a las agencias de ayuda que trabajan en Papúa Nueva Guinea. Bank South Pacific donó 1 millón de kina (alrededor de 310.000 dólares estadounidenses) al fondo de ayuda de emergencia y reconstrucción.
El 16 de marzo, la cantidad total de donaciones en efectivo había alcanzado los 150 millones de kina (alrededor de 46 millones de dólares estadounidenses), y el gobierno anunció que ya había comprometido alrededor de un tercio de ellos para ayuda humanitaria y reconstrucción de carreteras.